# Barić Draga
Barić Draga je obalno naselje ob Velebitskem kanalu na Hrvaškem, ki upravno spada pod občino Karlobag Liško-senjske županije.
Barić Draga leži ob magistralni cesti Reka - Dubrovnik, 26 km južno od Karlobaga nad istoimenskim zalivom v Velebitskem kanalu.
Barić Draga, v kateri stalno živi 124 prebivalcev (popis 2001), je središče vrste zaselkov, ki ležijo v okolici: (Merasi, Šarići, Trošelji). V zalivu Barić Draga in v vrsti okoliških zalivčkov: (Drašuša, Pržunac Veliki, Pržunac Mali, Široka in Dujmovača) so lepe peščene plaže.

## Demografija
| Pregled števila prebivalcev po letih | Pregled števila prebivalcev po letih | Pregled števila prebivalcev po letih | Pregled števila prebivalcev po letih | Pregled števila prebivalcev po letih | Pregled števila prebivalcev po letih | Pregled števila prebivalcev po letih | Pregled števila prebivalcev po letih | Pregled števila prebivalcev po letih | Pregled števila prebivalcev po letih | Pregled števila prebivalcev po letih | Pregled števila prebivalcev po letih | Pregled števila prebivalcev po letih | Pregled števila prebivalcev po letih | Pregled števila prebivalcev po letih |
| ------------------------------------ | ------------------------------------ | ------------------------------------ | ------------------------------------ | ------------------------------------ | ------------------------------------ | ------------------------------------ | ------------------------------------ | ------------------------------------ | ------------------------------------ | ------------------------------------ | ------------------------------------ | ------------------------------------ | ------------------------------------ | ------------------------------------ |
| 1857                                 | 1869                                 | 1880                                 | 1890                                 | 1900                                 | 1910                                 | 1921                                 | 1931                                 | 1948                                 | 1953                                 | 1961                                 | 1971                                 | 1981                                 | 1991                                 | 2001                                 |
| 236                                  | 0                                    | 0                                    | 266                                  | 410                                  | 449                                  | 432                                  | 405                                  | 474                                  | 366                                  | 236                                  | 168                                  | 141                                  | 85                                   | 124                                  |